# Santa-Isabel-Klasse
Die Santa-Isabel-Klasse war eine Klasse von sechs nominell 60-Kanonen-Linienschiffen der spanischen Marine, die von 1717 bis 1720 in Dienst stand.

## Geschichte
Am 30. November 1714, und damit zum Ende des Spanischen Erbfolgekriegs, wurde Bernardo Tinajero de la Escalera Marineminister und somit auch erstmals eine vereinigte spanische Marine (Real Armada) gegründet. Für diese Marine waren bereits vor Gründung acht Linienschiffe mit 60 Kanonen und eines mit 80 Kanonen bestellt worden.
Sechs dieser Schiffe, die spätere Santa-Isabel-Klasse, wurde durch den Marineoffizier und Schiffbauingenieur José Antonio de Gaztañeta entworfen und unter seiner Bauaufsicht, und der seines Assistentens Joseph del Llano, auf zwei Werften im Baskenland zwischen 1713 und 1717 gebaut. Sie bildeten bei ihrer Indienststellung zusammen mit dem 80-Kanonen-Schiff San Felipe el Real und weiteren in Genua dazugekauften Schiffen, wie dem 72-Kanonen-Schiff Príncipe de Asturias, den Kern der spanischen Flotte, welche im folgenden Krieg der Quadrupelallianz (1717–1720) zum Einsatz kommen sollte.

## Einheiten
| Name              | Bauwerft         | Stapellauf        | Indienststellung | Verbleib                                                                                                   |
| ----------------- | ---------------- | ----------------- | ---------------- | --- |
| San Pedro         | Werft in Pasajes | 23. Juni 1716     | 26. Juni 1717    | Im Dezember 1718 Schiffbruch erlitten                                                                      |
| Santa Isabel      | Werft in Pasajes | 7. September 1716 | 1717             | Im August 1718 (Seeschlacht vor Kap Passero) durch die Royal Navy gekapert                                 |
| San Juan Bautista | Werft in Pasajes | 1. Januar 1717    | Februar 1717     | 1720 im Sturm vor Havanna gesunken                                                                         |
| San Luis          | Werft ins Orio   | 27. Juni 1717     | 5. April 1717    | Im Dezember 1719 bei der Isla del Carmen Schiffbruch erlitten                                              |
| San Fernando      | Werft ins Orio   | 27. Juni 1717     | 7. April 1717    | Im November 1719 (Belagerung von Messina) zur Verhinderung einer Erbeutung durch die Österreicher zerstört |
| San Carlos        | Werft ins Orio   | 1717              | Juli 1717        | Im August 1718 (Seeschlacht vor Kap Passero) durch die Royal Navy gekapert                                 |

## Technische Beschreibung
Die Klasse war als Batterieschiff mit zwei durchgehenden Geschützdecks konzipiert und hatte eine Länge von 39,25 Metern (Geschützdeck) bzw. 33,62 Metern (Kiel), eine Breite von 10,31 Metern und einen Tiefgang von 5,15 Metern. Sie waren Rahsegler mit drei Masten (Fockmast, Großmast und Kreuzmast). Der Rumpf schloss im Heckbereich mit einem Heckspiegel, in den Galerien integriert waren, die in die seitlich angebrachten Seitengalerien mündeten. Die Beplankung war kraweel ausgeführt, das heißt, die Enden der Planken stießen stumpf aufeinander, so dass eine glatte Außenfläche entstand.
Die Bewaffnung der Schiffe bestand aus nominell 60 Kanonen, wobei sie normalerweise aber nur mit 54 Kanonen bestückt waren.
|        | Unteres Batteriedeck | Oberes Batteriedeck | Backdeck      | Achterdeck    | Kanonen (Geschossgewicht) |
| ------ | -------------------- | ------------------- | ------------- | ------------- | ------------------------- |
| Design | 26 × 18-Pfünder      | 26 × 12-Pfünder     | 8 × 6-Pfünder | 8 × 6-Pfünder | 60 Kanonen (190,47 kg)    |

## Besatzung
Die Besatzung eines Schiffes der Klasse hatte eine Stärke von 560 Mann.

## Bemerkungen
1. ↑  Bei der Berechnung des Gewichtes einer Breitseite kann es zu Unterschieden kommen, da in der damaligen Zeit ein Pfund, je nach Land, unterschiedliche Gewichtswerte hatte. Das spanische Libra hatte z. B. ein Gewicht von 460,08 Gramm, während das englische Pound ein Gewicht von 453,592 Gramm hatte.